# Basilio Franchina
Basilio Franchina (* 31. Januar 1914 in Palermo; † 17. Dezember 2003 in Rom) war ein italienischer Filmschaffender.

## Leben
Franchina umspannt mit seinen Tätigkeiten sechzig Jahre italienische Kinogeschichte. 1940 legte er seine ersten Kurzfilme als Regisseur vor, denen von 1947 bis 1951 Zusammenarbeiten mit Giuseppe De Santis folgten. Nach seinem einzigen Spielfilm für das Kino, dem wenig beeindruckenden Legione straniera nach eigenem Drehbuch, einer Geschichte um Eifersucht und Ehre, folgten bis Mitte der 1950er Jahre regelmäßige, später sehr vereinzelte Beiträge zu Filmen anderer. Dabei war Franchina meist mit den Produktions- und Organisationsabläufen von Filmen betraut. Noch im Jahr 2000 arbeitete er am Drehbuch zu Paolo Benvenutis Gostanza di Libbiano mit.

## Filmografie (Auswahl)
- 1953: Fremdenlegion (Legione straniera) (Regie, Drehbuch)
- 1963: Der Untergang des Römischen Reiches (The Fall of the Roman Empire) (Drehbuch)
- 1972: Das Attentat (L'attentat) (Drehbuch)
- 2000: Gostanza di Libbiano (Drehbuch)